# Gàivoron
|  | No s'ha de confondre amb Hàivoron. |

Gàivoron (en rus: Гайворон) és un poble de l'óblast de Saràtov, a Rússia, segons el cens del 2010 tenia 13 habitants. Pertany al districte municipal d'Atkarsk.